# Phemeranthus longipes
Phemeranthus longipes är en källörtsväxtart som först beskrevs av Elmer Ottis Wooton och Standl., och fick sitt nu gällande namn av Kiger. Phemeranthus longipes ingår i släktet Phemeranthus och familjen källörtsväxter. Inga underarter finns listade i Catalogue of Life.